# 蒂勒沙泰勒
蒂勒沙泰勒（法語：Til-Châtel，法語發音：[til ʃatɛl]）是法国科多尔省的一个市镇，位于该省东北部，属于第戎区。

## 地理
蒂勒沙泰勒（47°31'4"N, 5°10'28"E）面积26.37 平方千米，位于法国勃艮第-弗朗什-孔泰大區科多尔省，该省份为法国中东部省份，北起奥布省，西接涅夫勒省和约讷省，南至索恩-卢瓦尔省，东南接汝拉省，东临上索恩省，东北部与上马恩省接壤。
与蒂勒沙泰勒接壤的市镇（或旧市镇、城区）包括：瑟隆热、埃什瓦讷、热莫、蒂耶河畔伊斯、吕克斯、蒂耶河畔马西伊、奥维尔、韦罗讷。

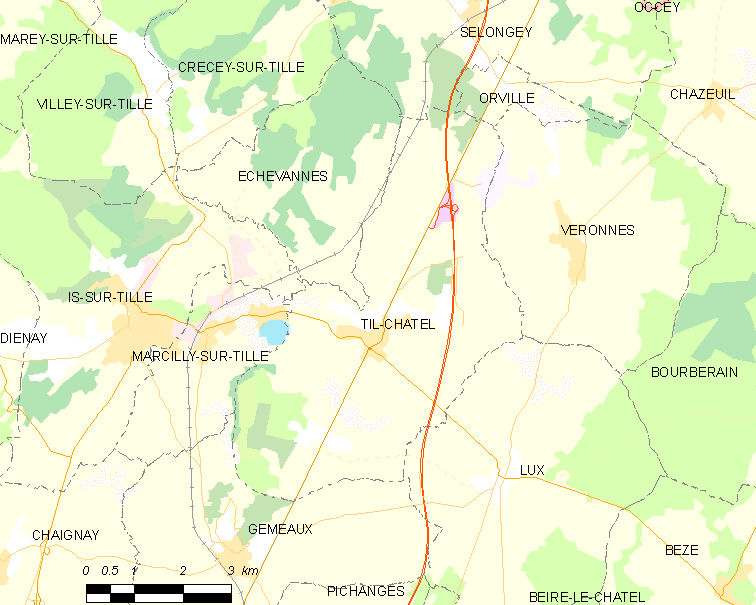
蒂勒沙泰勒的OSM定位图

蒂勒沙泰勒的时区为UTC+01:00、UTC+02:00（夏令时）。

## 行政
蒂勒沙泰勒的邮政编码为21120，INSEE市镇编码为21638。

## 政治
蒂勒沙泰勒所属的省级选区为蒂耶河畔伊斯县。

## 人口

1962-2008年间蒂勒沙泰勒人口变化图示

蒂勒沙泰勒于2022年1月1日时的人口数量为1136人。